# Podul medieval din Cârjoaia
Podul medieval din Cârjoaia este un pod de piatră construit în secolul al XV-lea în satul Cârjoaia (comuna Cotnari, județul Iași), care traversează râul Cârjoaia. El se află pe drumul comunal care leagă satul Cârjoaia de DN 28B.
Podul din Cârjoaia este inclus pe Lista monumentelor istorice din anul 2015 din județul Iași, având codul de clasificare  IS-II-m-B-04117.

## Istoric
Podul medieval de la Cârjoaia a fost construit la porunca lui Ștefan cel Mare (1457-1504), fiind situat de-a lungul „drumului vinului” dintre Hârlău și Cotnari, unde era Palatul Domnesc. Podul este atestat documentar abia într-un document din anul 1680. A fost construit din piatră de râu cioplită, cu patru bolți, măsurând 42 m lungime (după cum s-a constatat în anul 1845).
În anul 1847 domnitorul Mihail Sturdza (1834-1849) a dispus refacerea podului doar cu o singură deschidere a arcului și nu toate patru bolți, așa cum fuseseră înainte de 1845. I s-a pus o placă cu o inscripție prin care podul era atribuit lui Ștefan cel Mare , aceasta fiind astăzi dispărută.
În prezent, nu se mai poate aprecia exact care părți ale podului mai aparțin construcției originale. El se prezintă astăzi ca o boltă eliptică, executată din lespezi groase de piatră.
Podul medieval din Cârjoia a fost deschis traficului rutier până în anul 1985 când s-a recepționat un pod nou din beton armat situat la circa 15 metri în aval.
În apropierea podului, în curtea unui localnic, se păstrează o pivniță de piatră, considerată a fi de aceeași vechime (secolul al XV-lea).

## Imagini

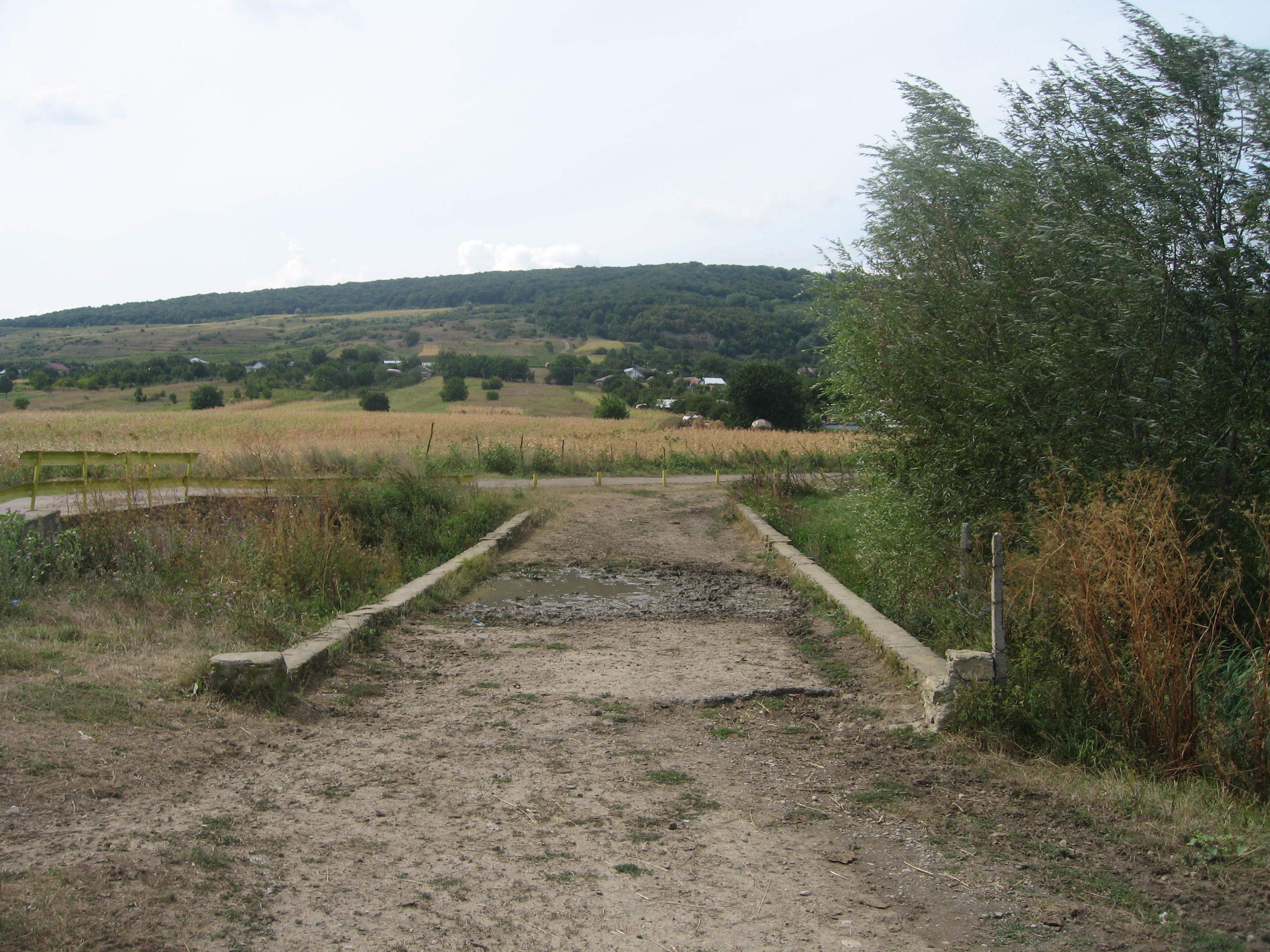
Podul medieval din Cârjoaia
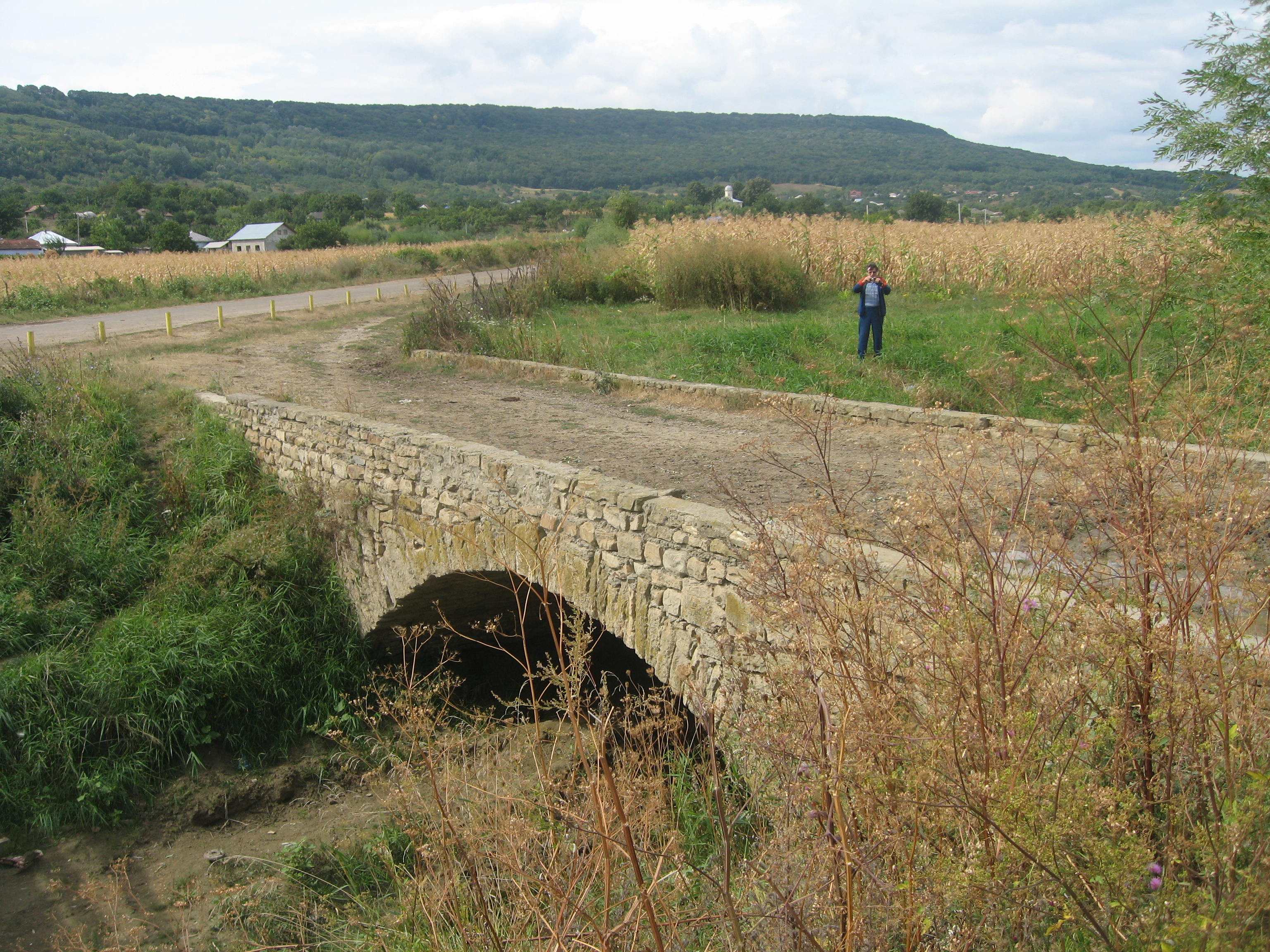
Podul medieval din Cârjoaia
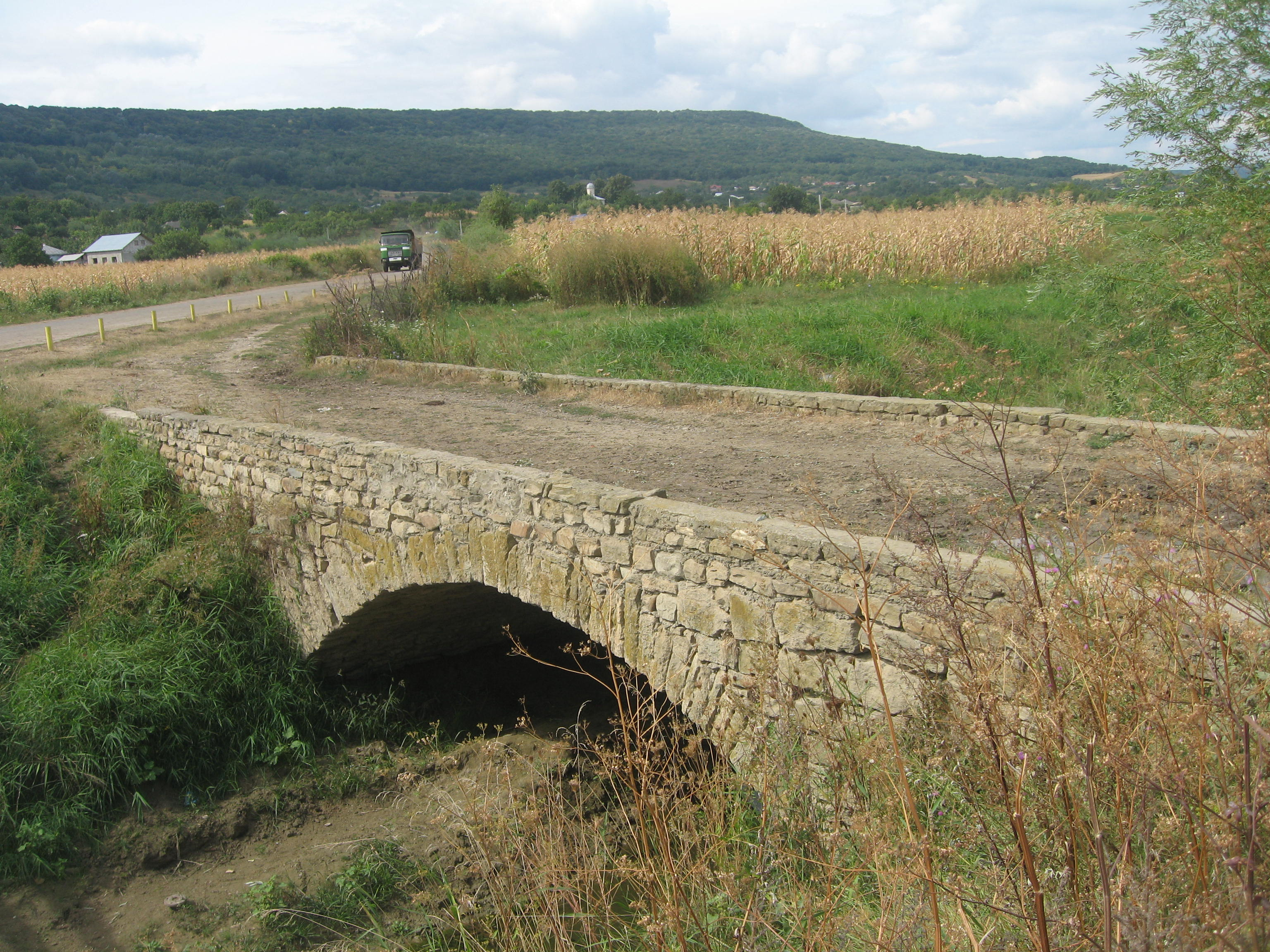
Podul medieval din Cârjoaia
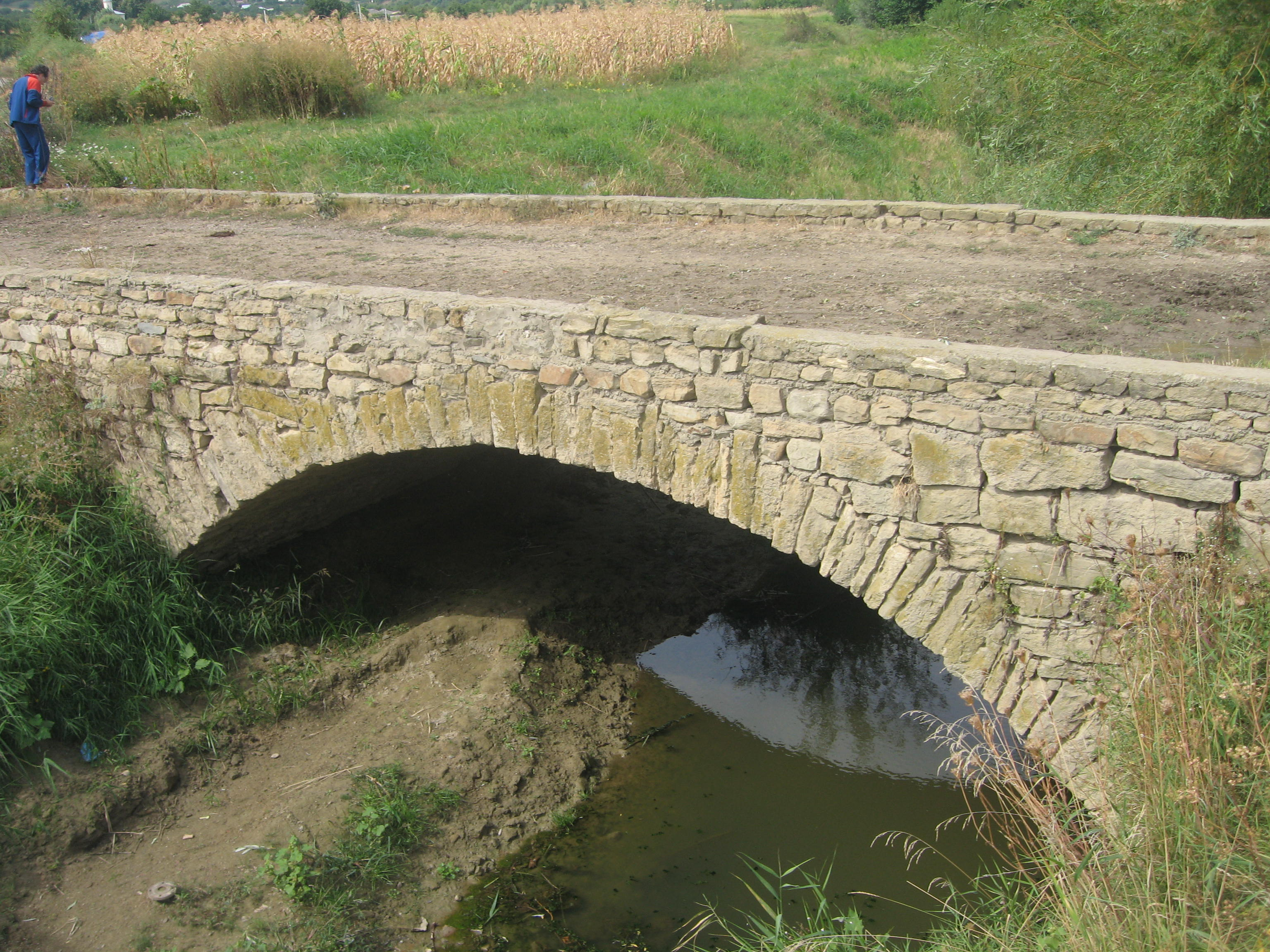
Podul medieval din Cârjoaia
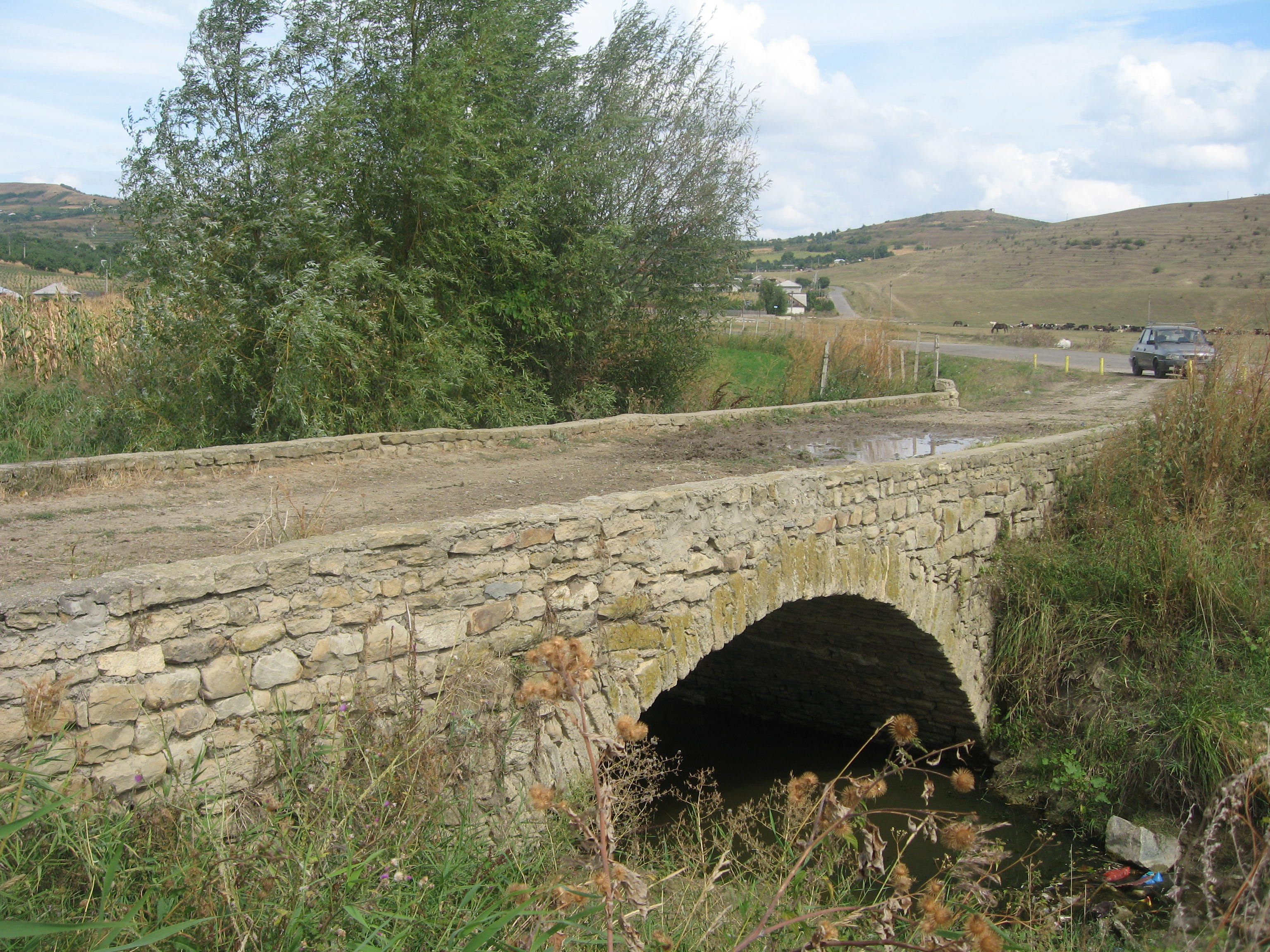
Podul medieval din Cârjoaia
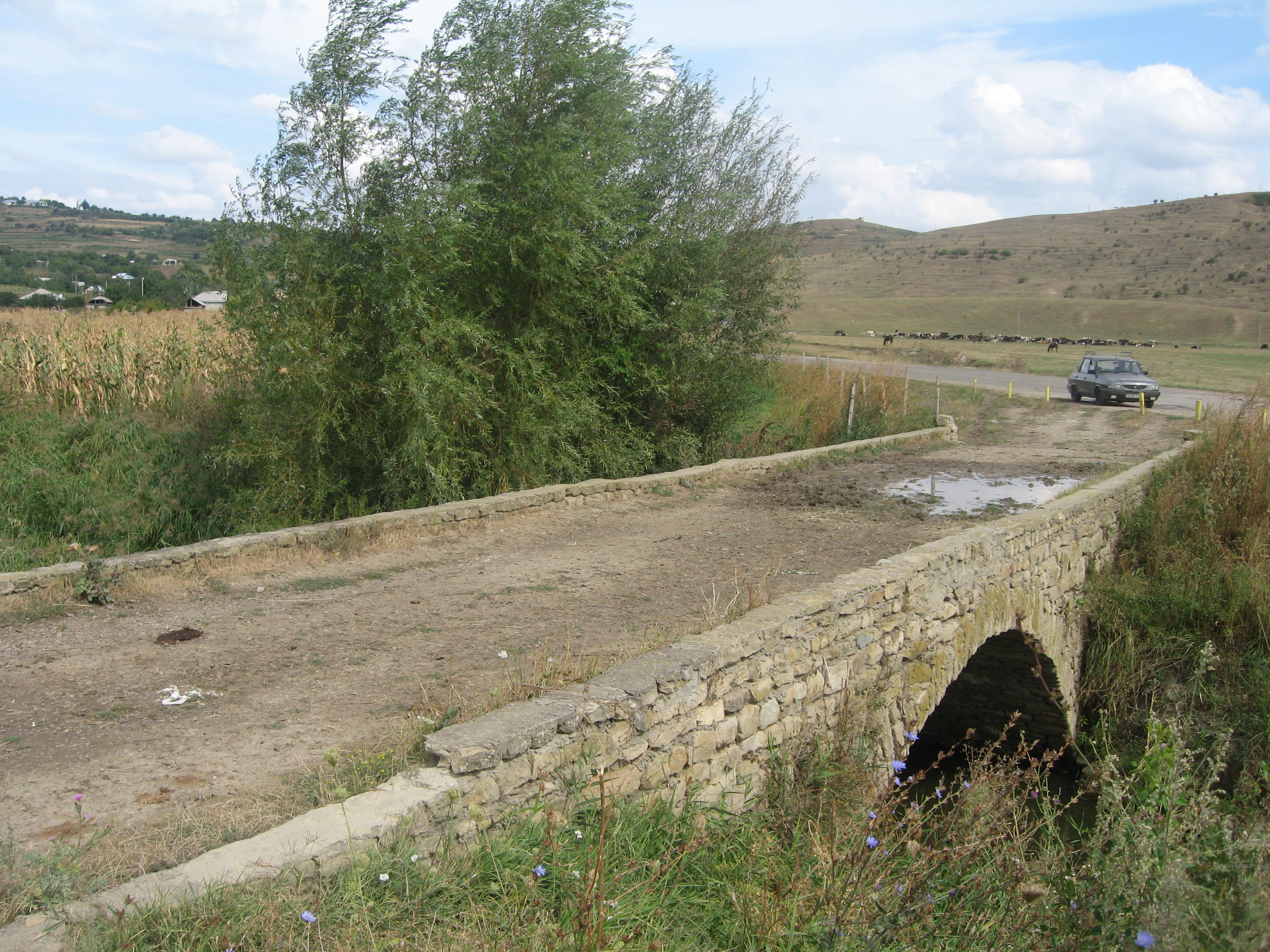
Podul medieval din Cârjoaia
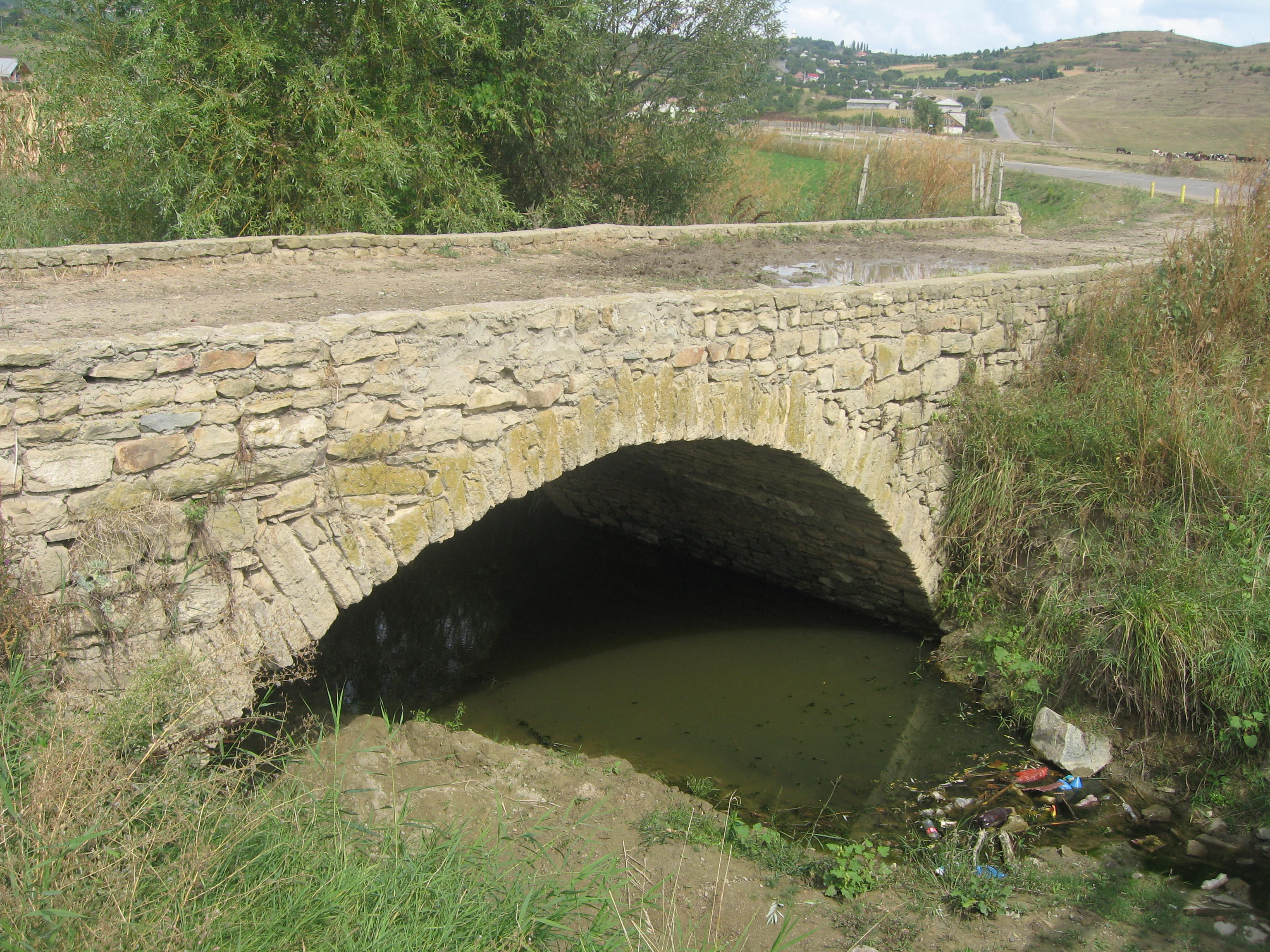
Podul medieval din Cârjoaia
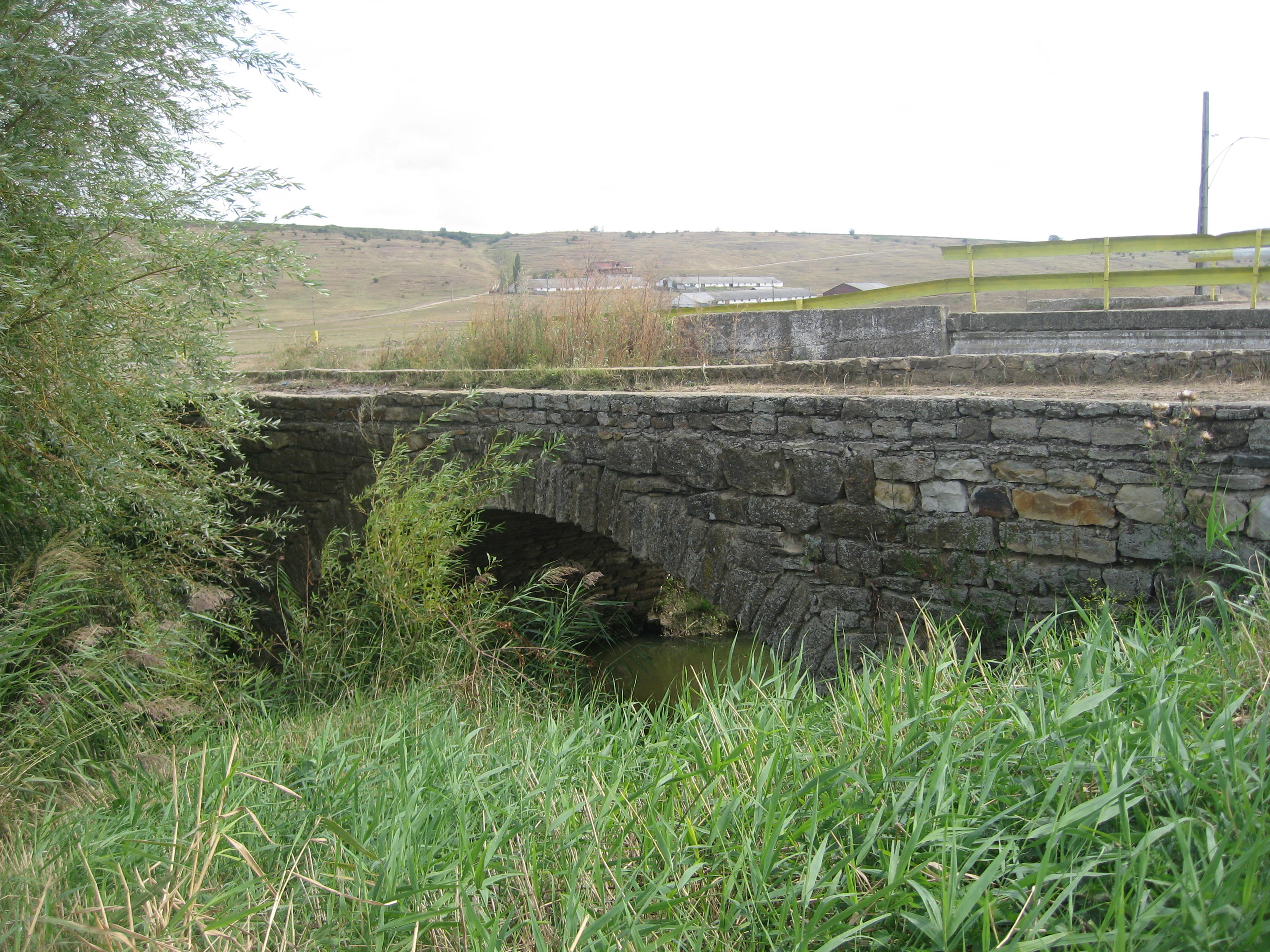
Podul medieval din Cârjoaia
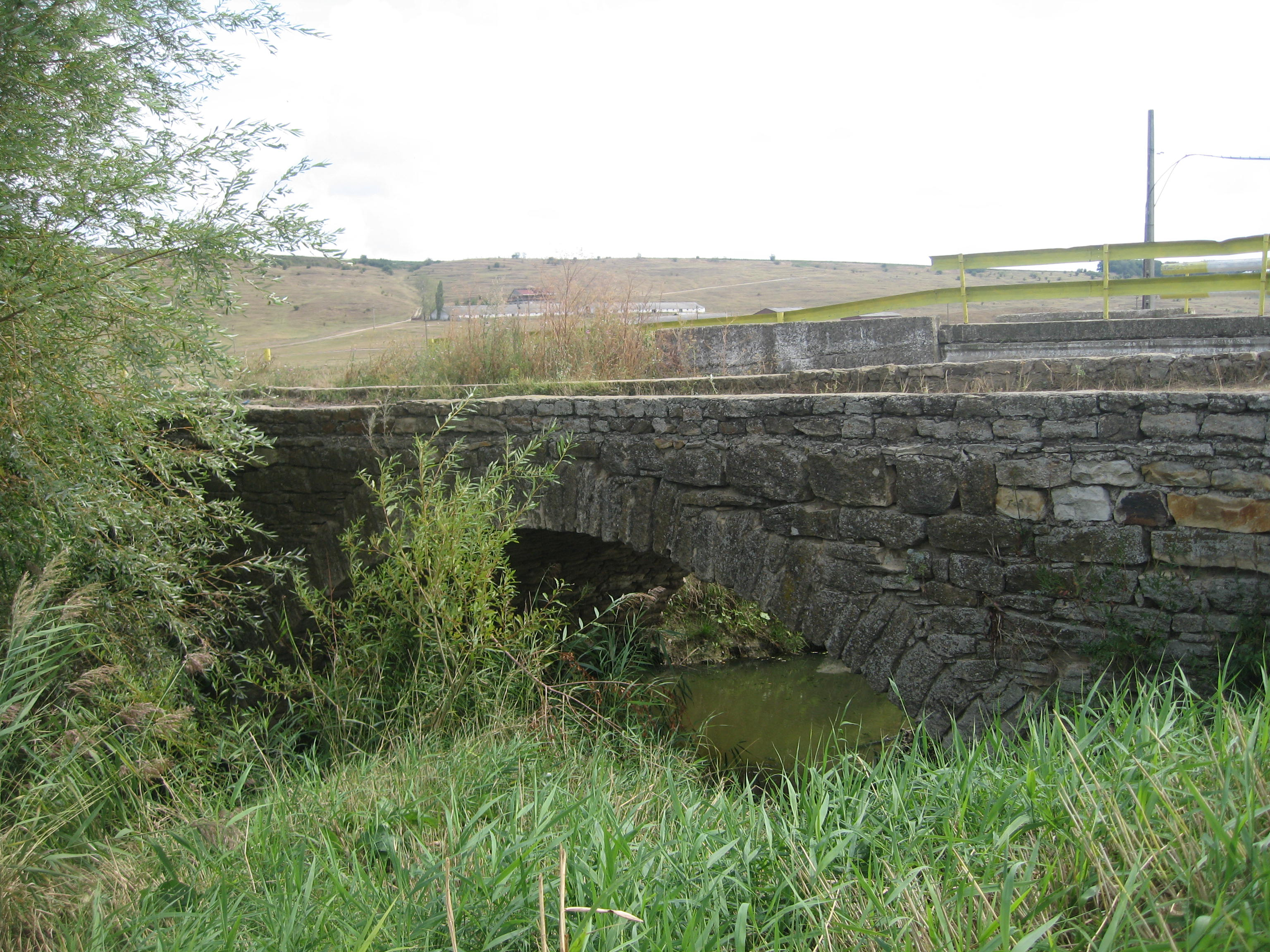
Podul medieval din Cârjoaia